# Palha (ganadaria)
Palha é uma ganadaria brava portuguesa fundada em 1848.

## Historia
Em 1848 Antonio José Pereira Palha de Faria e Lacerda, casado com Laura Rodríguez Blanco, natural de Málaga (Espanha), decidiu criar uma Ganadaria brava, tendo para tal comprado vacas do lavrador Dâmaso Xavier dos Santos Leite (1770–1844) e outras de origem vasqueña. A primeira corrida lidada pela nova Ganadaria decorreu em Setembro de 1854 na Praça de Toiros do Campo de Santana, em Lisboa. A primeira corrida em Espanha de que há registo da participação de toiros de Palha foi realizada em Madrid em 30 de Maio de 1862.
Em 1871 a Ganadaria foi herdada por José Pereira Palha Blanco, que desenvolveu significativamente o apuramento das linhas e do encaste, realizando tentas selectivas e comprando vacas de Fernando de la Concha y Sierra, Rafael Molina "Lagartijo" e do Duque de Verágua, bem como 22 sementais de Miura. A 4 de Novembro de 1883 lidou pela primeira vez uma corrida completa em Madrid, em que tourearam os matadores espanhóis Manuel Fuentes "Bocanegra" e Fernando Gómez García "El Gallo" e os cavaleiros portugueses Luís do Rego da Fonseca e Alfredo Tinoco da Silva.
Tendo falecido José Pereira Palha Blanco a 9 de Junho de 1937, e já anteriormente falecido os seus dois filhos, as suas propriedades passaram directamente para os seus netos António, Fernando, José, Carlos e Francisco Van Zeller Palha, ficando a Ganadaria para Carlos e Francisco.
Em 18 de Maio de 1964 foram lidados pela primeira vez toiros de Palha na Feira de Santo Isidro, em Madrid, numa corrida em que participaram os matadores Joselito Huerta, Curro Girón, Curro Romero e Emilio Oliva. 
Em 1980 a Ganadaria foi herdada por Francisco e Frederico Van Zeller Palha Botelho de Neves e João Maria Botelho de Mendoza.
É actual proprietário da Ganadaria João Folque de Mondoza, tetraneto do fundador. A exploração solar da Ganadaria é efectuada na Herdade da Adema, propriedade com mais de 750 hectares localizada na freguesia de Samora Correia, concelho de Benavente. A Ganadaria já lidou mais de 2500 corridas desde a sua fundação, tendo obtido inúmeros prémios, voltas à arena e indultos. Actualmente a Ganadaria possui cerca de mil cabeças de gado, o que permite gerar entre 70 a 80 novilhos por ano.

## Comportamento
O comportamento dos toiros de Palha em Praça é bastante variável, podem ser bravos mas também podem ser perigosos e manifestar génio e aspereza. 
O toiro de Palha é comum ser forte e agressivo, não facilitando a vida aos toureiros mas sobretudo dando espectáculo. Frequentemente provam a sua bravura arrancando-se de largo, tanto com o picador (aguentando vários puyazos e sempre repetindo ao cavalo), como com matadores e forcados.
Apelidados de terroríficos, a lenda negra dos toiros de Palha advém das diversas colhidas infligidas aos toureiros. Destas resultaram a morte de 4 toureios: Ignacio Donoso, “Pelucho”, a 9 de Setembro de 1923, em Madrid, Félix Merino, em 1927, em Úbeda, Sebastián Ortuño, “El Colorao”, a 12 de Agosto de 1928, em Madrid, e Francisco Pita, a 15 de Agosto de 1969, em San Sebastián.

## Toiros célebres
- Capote: lidado em Santander em 24 de Junho de 1884 por Valentín Martín, tomou 16 varas e matou 9 cavalos.
- Tonelero: lidado na Praça de Toiros de La Corunha por Guerrita em 4 de Junho de 1886, tomou 14 varas e matou 7 cavalos.
- Criminoso: lidado na Praça de Toiros de Madrid em 28 de Abril de 1889, tomou 11 varas e matou 4 cavalos.
- Jaleco: Foi lidado por Guerrita na Praça de Toiros de Madrid em 13 de Junho de 1889.
- Espada: lidado por Iván Garcia em Sevilha a 18 de Julho de 2006, premiado com volta à arena e com o prémio como melhor toiro da Feira de Abril de Sevilha de 2006, recebendo também o prémio de melhor ganadaria da Feira pelo conjunto de toda a corrida.
- Rabosillo: lidado por Sánchez Vara a 31 de Maio de 2007 em Las Ventas, Madrid, premiado pela sua bravura com o prémio de melhor toiro da Feira de Santo Isidro de Madrid de 2007[4]
- Rachido: lidado por Luis Bolívar a 29 de Maio de 2008 em Las Ventas, Madrid, e premiado pela sua bravura com volta à arena, tendo os restantes 5 toiros sido ovacionados no arraste.[5]
- Sevilhano: toiro de 609kg lidado por Israel Lancho a 27 de Maio de 2009 em Las Ventas, Madrid, com gravíssima colhida do toureiro quando este entrava a matar, tendo estado em risco de vida mas sobrevivido.
- Prémio pela corrida mais completa em apresentação e bravura na Feira de Santo Isidro de Madrid de 2009, com descerramento de placa comemorativa na Praça de Las Ventas no ano seguinte, a 28 de Maio de 2010.

## Galeria

Toiros de Palha em Céret de toros em 2022.
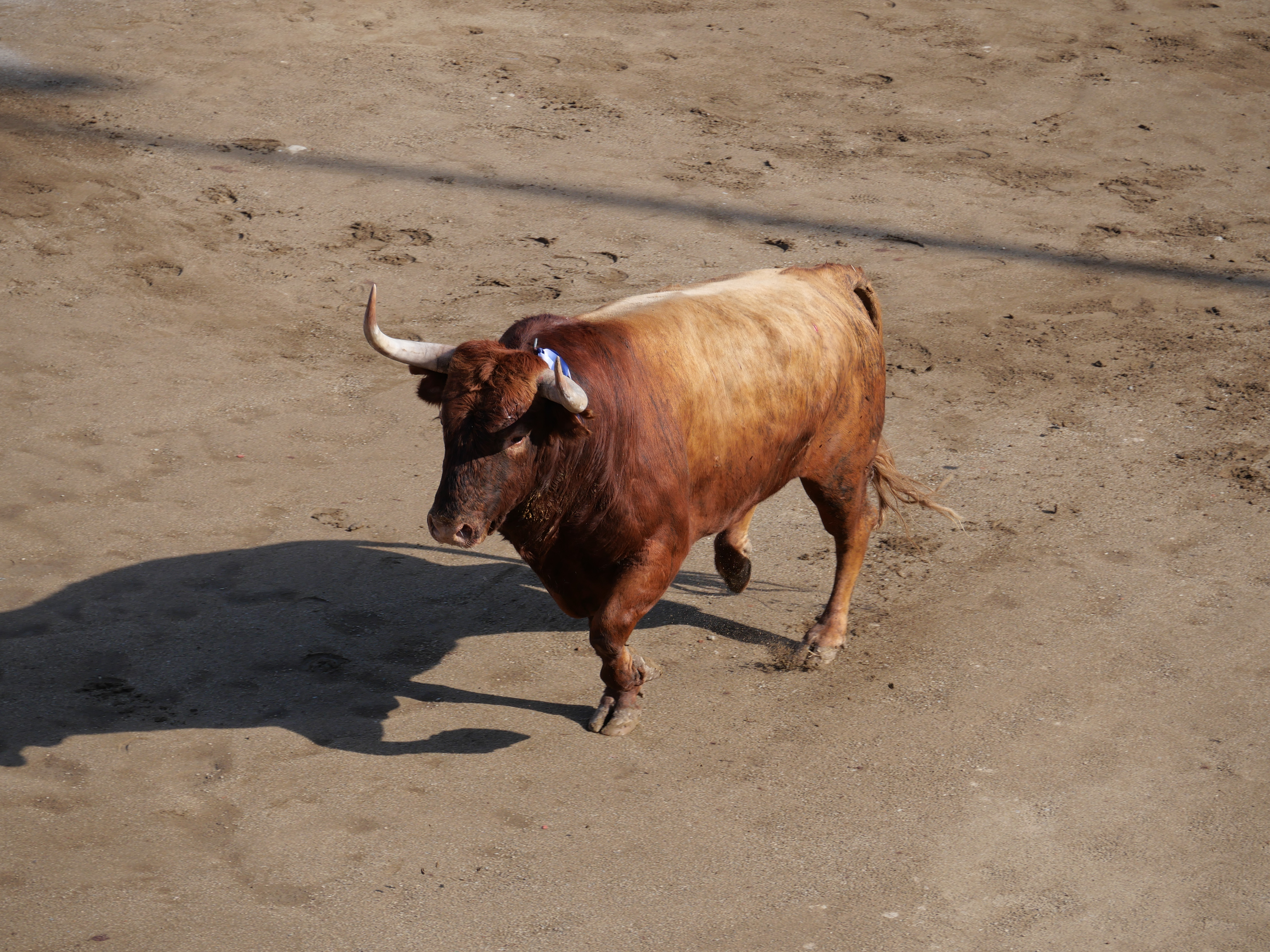
Lumbrero
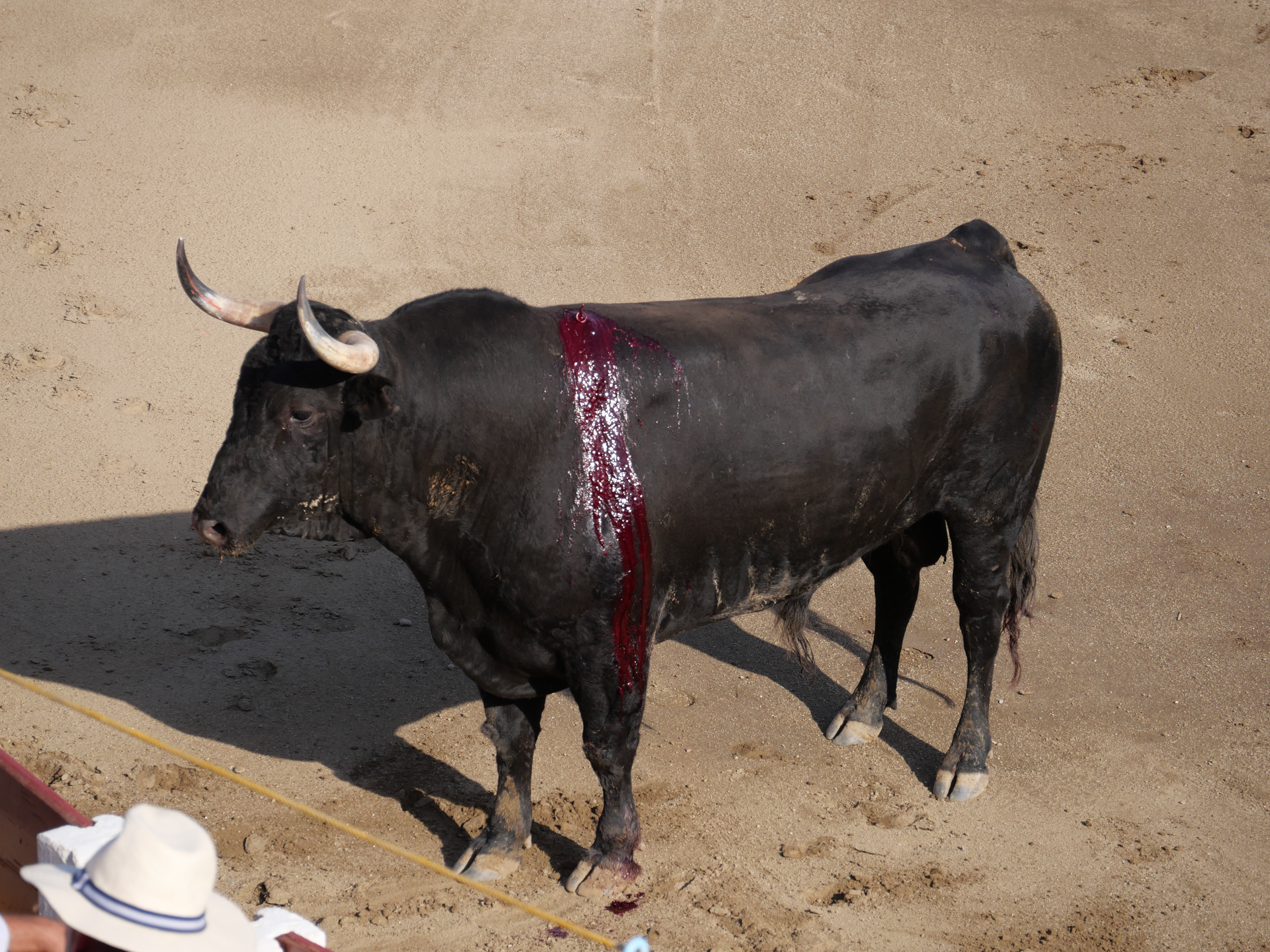
Peluquero
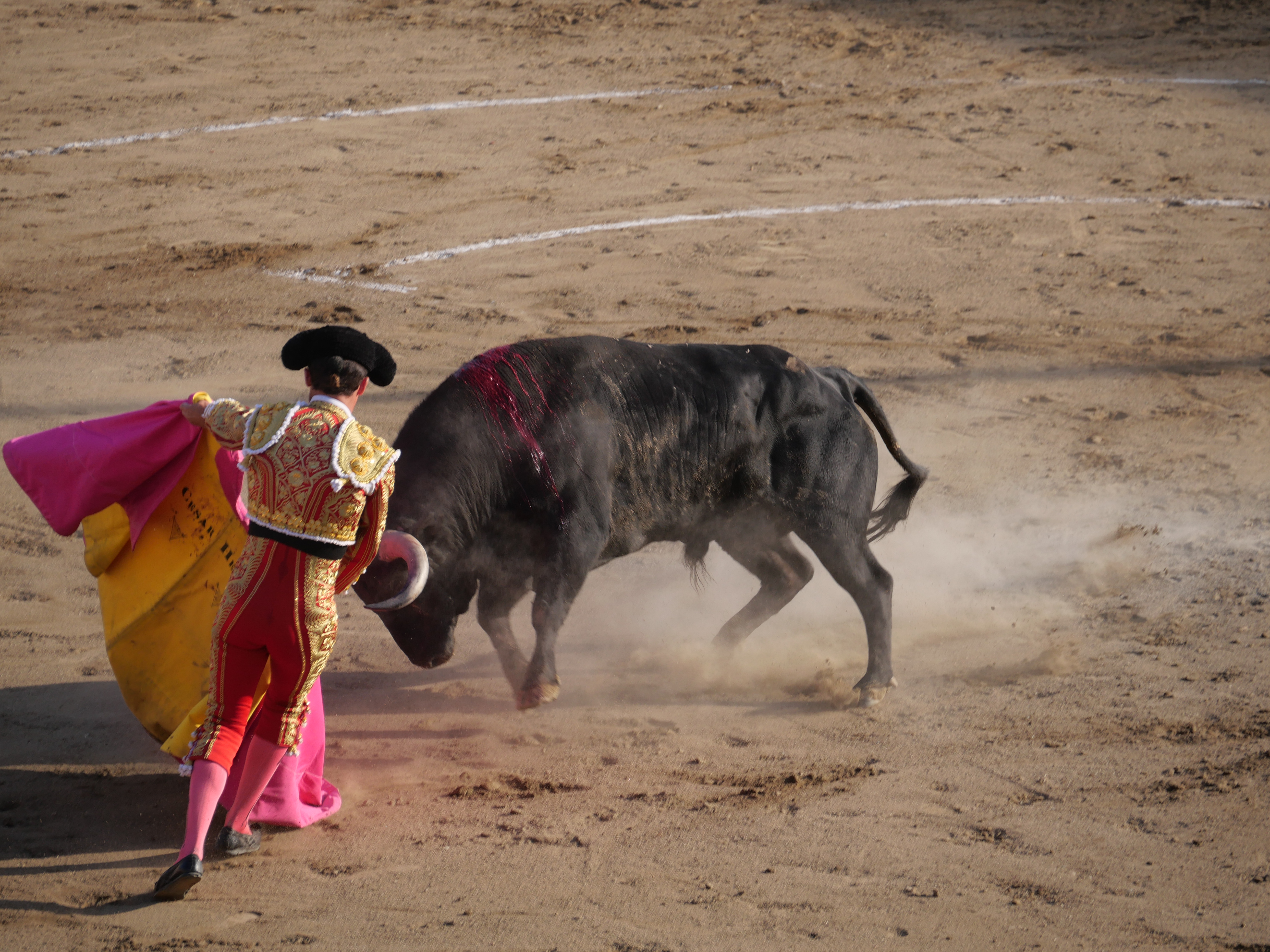
Tesugo
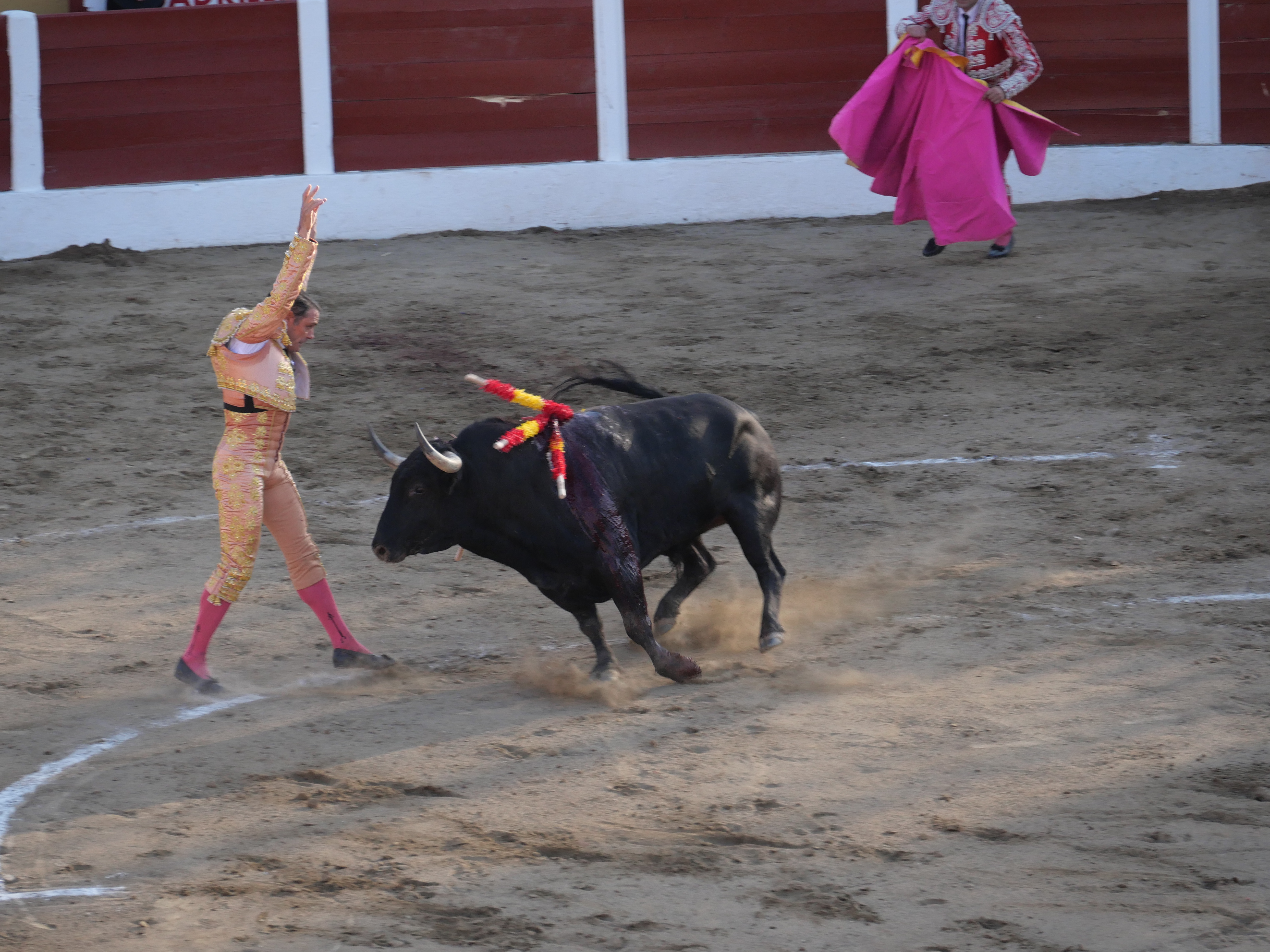
Peletero
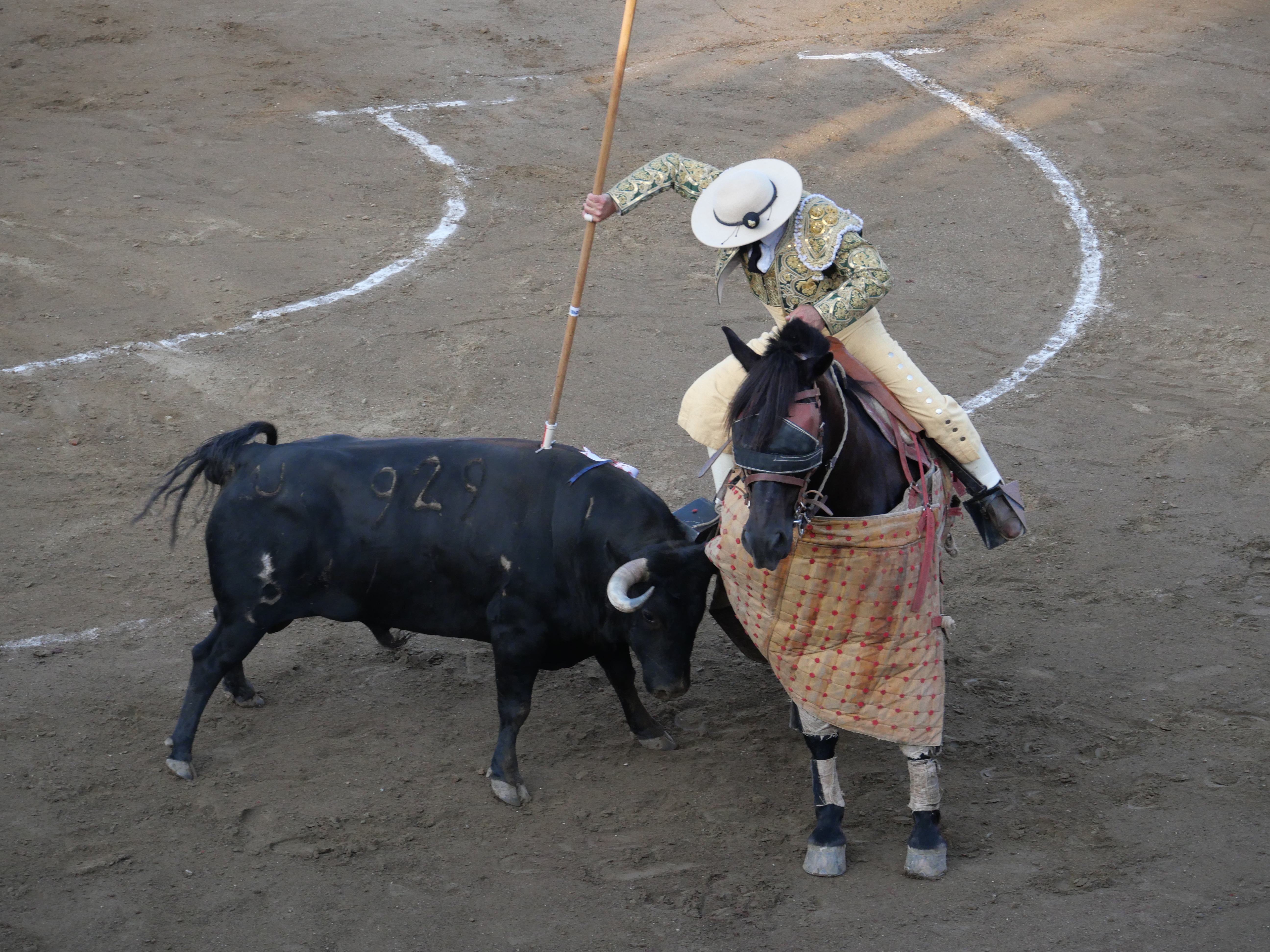
Barberito
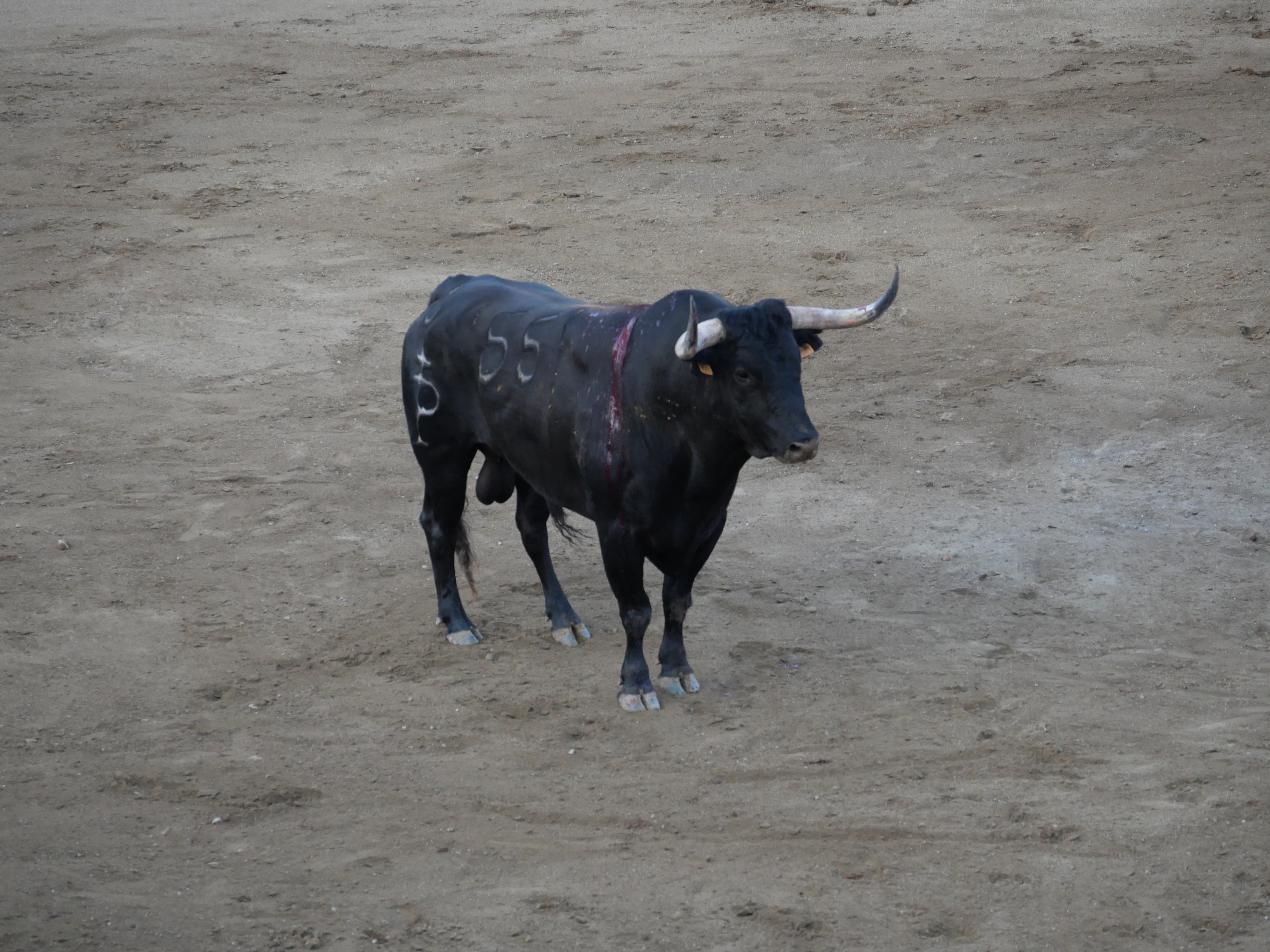
Saltillo